# Tarass Boulba (opéra)
Pour les articles homonymes, voir Tarass Boulba (homonymie).
Cette page contient des caractères spéciaux ou non latins. S’ils s’affichent mal (▯, ?, etc.), consultez la page d’aide Unicode.
Taras Boulba (en ukrainien Тарас Бульба / Tarás Búl'ba) est un opéra en quatre actes du compositeur ukrainien Mykola Lysenko. Le livret a été écrit par Mykhailo Starytsky (le cousin du compositeur) d’après le roman Taras Boulba de Nicolas Gogol. L’opéra, qui n’a pas été révisé au moment de la mort du compositeur en 1912, est présenté pour la première fois en 1924. Les représentations actuelles reposent cependant sur des révisions approfondies, touchant le texte, la musique et l’orchestration, réalisées dans les années 1930 et 1950.

## Histoire des représentations

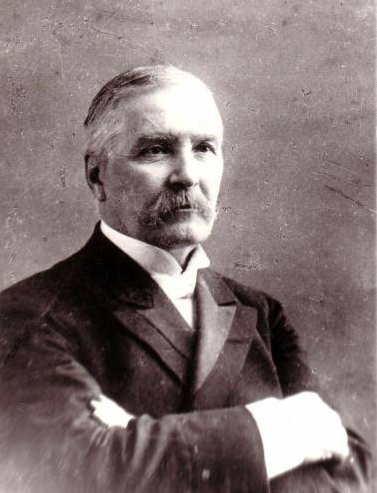
Le compositeur Mykola Lysenko

Lysenko travailla sur Taras Boulba de 1880 à 1891, mais c’est probablement son insistance sur l’utilisation de l’ukrainien pour la représentation qui empêcha toute production de son vivant. Lysenko était réputé être un descendant du chef cosaque du XVIIe siècle Vovgura Lys, de sorte que l’histoire a pu avoir une signification particulière pour lui. Peu de temps après l’avoir terminé, il a joué la partition à Piotr Ilitch Tchaïkovski, qui aurait « écouté l’ensemble de l’opéra avec une grande attention, exprimant de temps à autre son approbation et son admiration. Il a particulièrement aimé les passages dans lesquels les touches nationales, ukrainiennes, étaient les plus vives... Tchaïkovski a embrassé Lysenko et l’a félicité pour sa composition talentueuse. »
L’histoire de la forme actuelle de l’opéra est complexe. Une partition pour piano fut publiée en 1913, mais une grande partie de l’orchestration originale du compositeur fut perdue. Le prélude au quatrième acte fut donné pour la première fois lors d’un concert à Kiev sous la direction de Reinhold Glière en 1914. La première représentation de l’opéra complet eut lieu en 1924 à Kharkiv. Bien qu'elle ne fut pas un succes, d’autres productions mieux accueillies ont été réalisées à Kiev (1927) et à Tbilissi, (1930), ce qui a généré l’idée d’une révision de l’œuvre. Celle-ci fut réalisée en 1937 par Maxime Rylski pour le texte, par Levko Revutsky (élève de Lysenko) pour la musique et par Borys Lyatoshynsky pour l'orchestration et jouée à Moscou. Cette version a à son  tour été critiquée pour s'être trop éloingée des intentions de Lysenko. Ce n’est qu’après la Seconde Guerre mondiale que le même trio produisit la version actuelle, qui fut créée à Kiev en 1955. L’opéra reste dans le répertoire de l’Opéra de Kiev, qui a également joué l’opéra à l’étranger à Wiesbaden (1982), Dresde (1987) et Zagreb (1988). L’opéra se produit traditionnellement à la fin de chaque saison à Kiev.
| - Maxime Rylski - Levko Révoutsky - Boris Liatochinski |

Les défauts structuraux de l’œuvre peuvent, dans une large mesure, être une conséquence de son histoire et du fait que le compositeur n’a jamais été en mesure d’ajuster l’œuvre après l’avoir entendue en exécution. L’opéra marque un grand progrès sur les œuvres antérieures du compositeur comme Natalka Poltavka et Utoplena avec des éléments folkloriques et nationalistes qui sont beaucoup plus étroitement intégrés dans un cadre musical continu qui montre également clairement une dette envers Tchaïkovski. Mais la nature épisodique du livret est un problème grave. Il y a de vastes excursions non-narrative pour les danses, les marches patriotiques et les choeurs.; Notamment une longue scène dans le troisième acte où Kudryiaha est choisi pour diriger les cosaques dans et puis disparaît du reste de l’opéra. Aucune tentative n'est faite pour équilibrer les événements historiques avec l’histoire d’Andriy et de Maryltsya (qui est en fait entièrement coincé dans l'avant-dernière scène); l’absence de transition émotionnelle ou musicale de la mort d’Andriy à la conquête triomphaliste de Doubno (la scène finale, qui n’implique aucun chant) est évidente et inconfortable.

## Rôles
| Rôle                                            | Type de voix |
| ----------------------------------------------- | ------------ |
| Tarass Boulba                                   | basse        |
| Ostap, son fils                                 | baryton      |
| Andriy, son fils                                | ténor        |
| Nastya, son épouse                              | contralto    |
| Maryltsya, fille du governeur Polonais de Dubno | soprano      |
| Le Gouverneur                                   | basse        |
| Le Kobzar                                       | ténor        |
| Chœurs : citoyens, cosaques, etc                |              |

## Synopsis
Ce synopsis est basé sur la version actuelle datant de 1955
L’opéra se déroule à Kiev, le village de Taras en Ukraine, le Sitch des zaporogues, et Doubno, au XVIIe siècle, à un moment où la Pologne cherchait à avoir la suprématie dans la région.

### Acte I

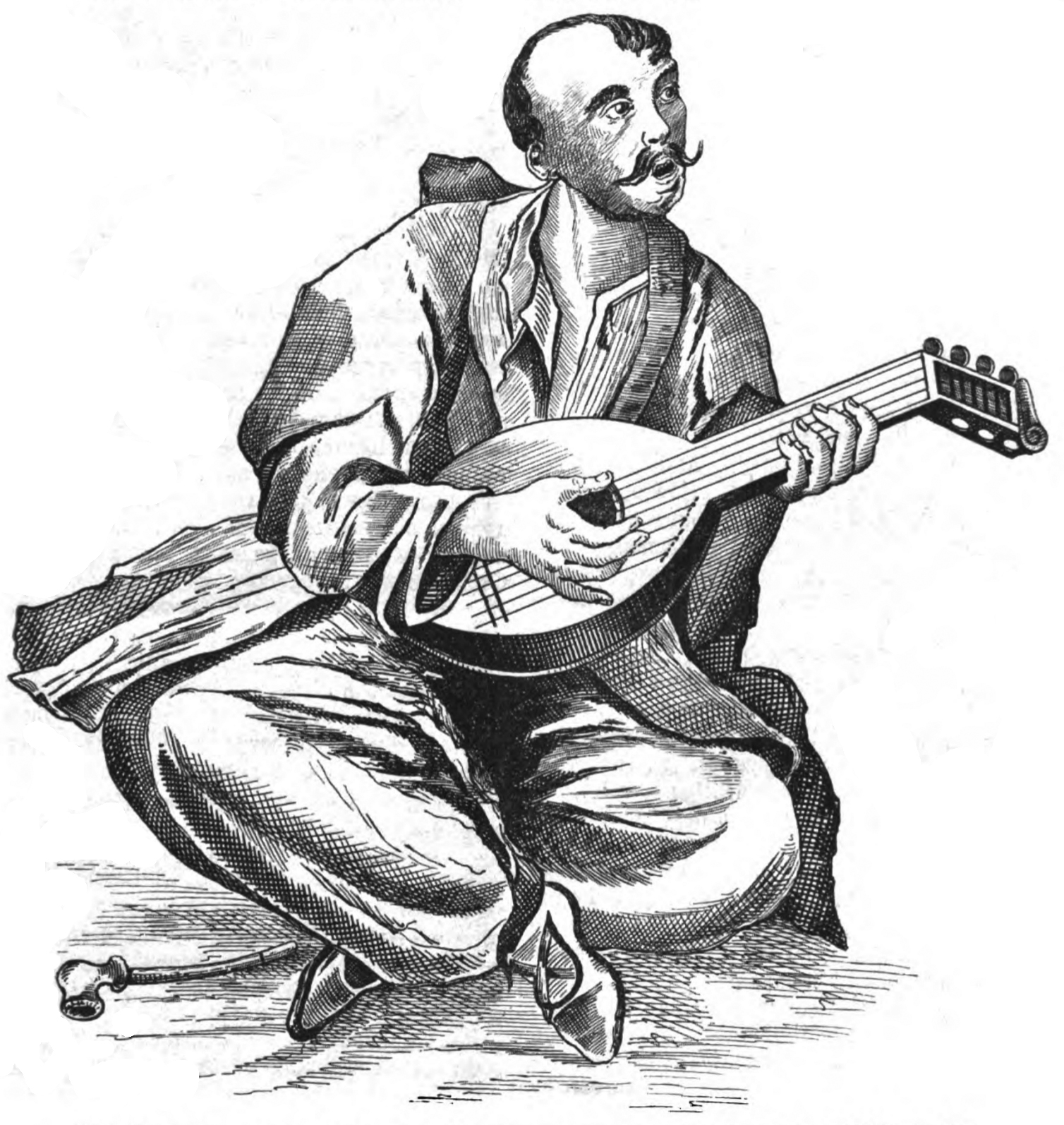
Un kobzar

L’opéra est précédé d’une ouverture orchestrale. Il débute à Kiev, qui est occupé par le szlachta polonais, dont les serviteurs dispersent une foule écoutant la chanson d’un kobzar . Tarass Boulba laisse ses fils Ostap et Andriy au monastère pour qu'ils y soient éduqués. Andriy a déjà été impressionné par une Polonaise qu’il a vue (qui s’avère être Maryltsya, fille du gouverneur polonais de Doubno). Ostap encourage le kobzar à chanter un chant patriotique, ce qui irrite les Polonais, et dans une bagarre le barde est tué.

### Acte II
Le deuxième acte se déroule au village de Tarass. Ostap et Andriy reviennent de Kiev et saluent leur mère Nastya. L’ami de Boulba, Tovkach, raconte que la guerre a été déclenchée par les Polonais dans toute l’Ukraine. Malgré les protestations de sa femme, Tarass décide d’emmener ses fils au Sitch, la forteresse cosaque, afin de participer aux combats. Nastya est effondrée.

### Acte III
Au Sitch, Tarass Boulba encourage avec succès les résidents oisifs à se réveiller pour la bataille qu'Andriy et Ostap attendent avec impatience; lorsque Andriy a de brefs pressentiments, Ostap promet de toujours le soutenir. Les tambours convoquent une rada (assemblée) des cosaques; avec le soutien de Tarass, ils élisent un nouvel hetman plus pugnace, Kyrdiaha, pour les diriger. Celui-ci déclare son intention d’aller au combat.

### Acte IV

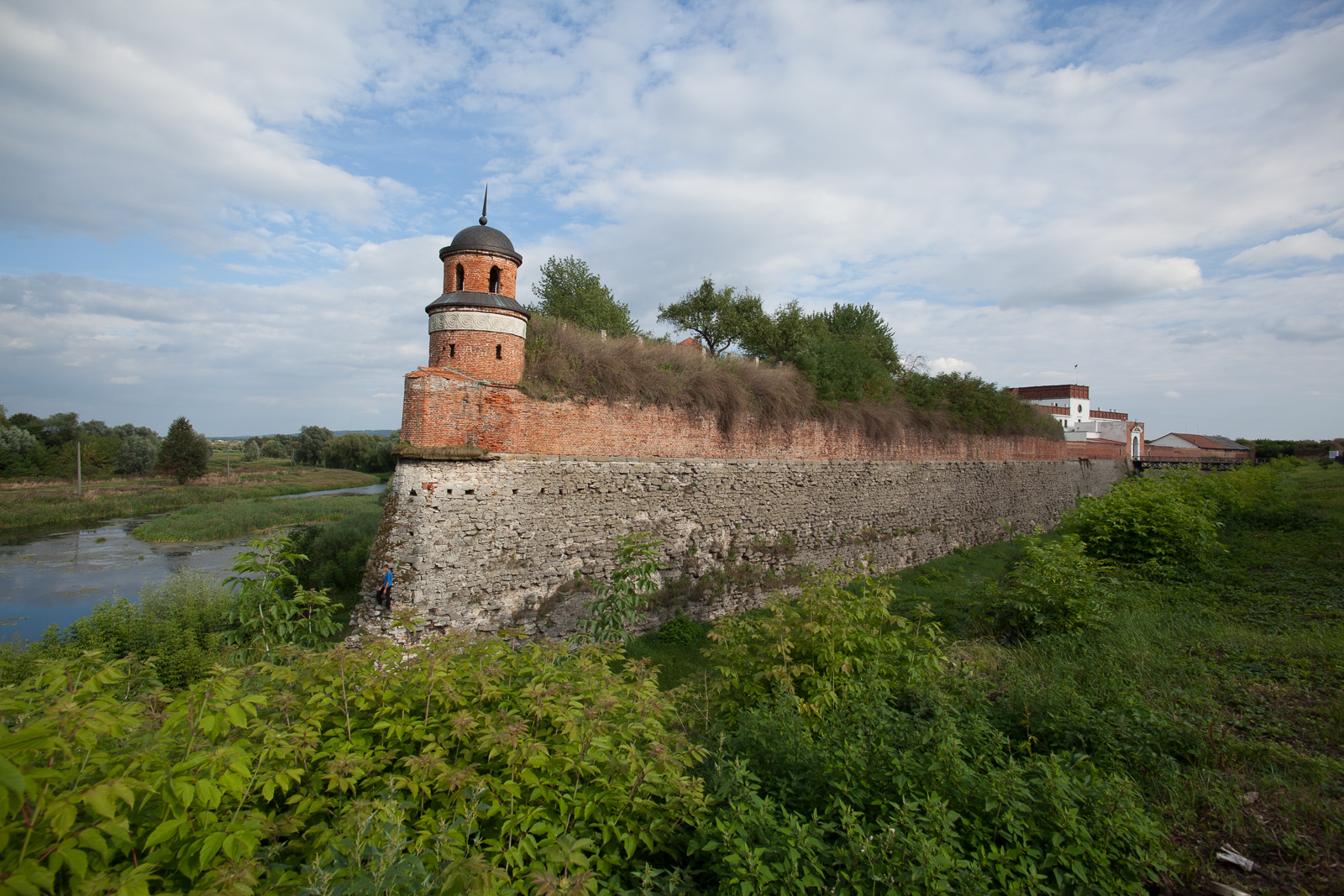
La forteresse de Doubno

#### Scène I
Le camp des Cosaques.
Les Cosaques assiègent Doubno, dont le père de Maryltsya est gouverneur. Cette dernière a envoyé sa servante tatare chercher Andriy pour lui demander son aide, car les habitants souffrent de la famine. Andriy accepte d’aider et, avec la servante, pénètre dans la ville par un passage secret et apporte de la nourriture aux habitants.

#### Scène II
A l’intérieur du château, Andriy et Maryltsya expriment leur amour l’un pour l’autre. Andriy demande au gouverneur sa main. Sur les conseils de son prêtre, il estime opportun de permettre à Andriy de se marier avec sa fille, et le nomme colonel dans l’armée polonaise.

#### Scène III

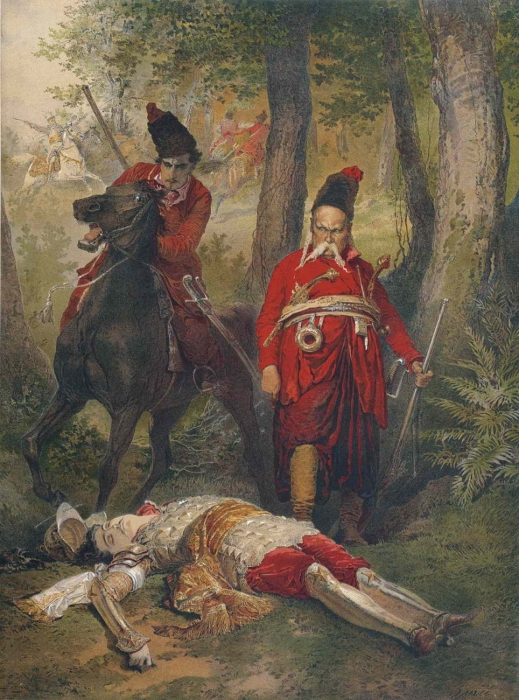
Tarass Boulba devant le corps de son fils

Au camp des cosaques, Tarass apprend que les Tatars ont détruit le Sitch. Puis un prisonnier en fuite lui parle de la désertion d’Andriy. Les troupes sortent du château sous le commandement Andriy, et Tarass tue son propre fils pour sa trahison. Ostap est déchiré et il chante une complainte pour son frère.

#### Scène IV
Dans une scène purement orchestrale, Tarass et Ostap conduisent les Cosaques à la victoire contre les Polonais et prennent la ville de Dubno.
Cette fin diffère considérablement de l’original de Gogol dans lequel d’abord Ostap, puis Taras sont capturés par les Polonais et cruellement exécutés publiquement. De nombreuses autres caractéristiques significatives du roman sont également omises (notamment le comportement équivoque de Taras et des cosaques envers les juifs locaux)